# Аврамије Смоленски
Аврамије Смоленски (рус. Авраамий Смоленский; 1172—1224) је руски монах, иконописац и светитељ из 13. века.
Рођен је око 1172. године у Смоленску. Као млад се замонашио у манастиру Пресвете Богородице у близини Смоленска, где је и примио чин јеромонаха. Био је протерани из манастира од стране завидних монаха под оптужбом за јеретичко учење. У својим каснијим годинама повизавао се у манастиру Светог Игњатија, где је изабран за игумана и архимандрита. Био је познат као иконописац и исцелитељ.
Умро је око 1224. године.
Канонизован је на Макаријевом сабору 1549. године.
Православна црква прославља светог Аврамија 21. августа по Јулијанском календару.